# Il viaggio di Carol
Il viaggio di Carol (El viaje de Carol) è un film del 2002 diretto da Imanol Uribe, candidato a tre premi Goya.

## Trama
Nel 1938, durante la guerra civile spagnola, la dodicenne Carol e sua madre, Aurora, che vivono negli Stati Uniti, visitano la loro famiglia in Spagna per la prima volta.